# Kate Weare
Kate Weare, née le 21 mai 1972 à Oakland (Californie) est une chorégraphe américaine. Elle est la fondatrice et la directrice artistique de la Kate Weare Company.

## Biographie
Kate Weare est née le 21 mai 1972  à Oakland, en Californie. Elle grandit dans la région de la baie de San Francisco. Elle fréquente l'université privée California Institute of the Arts et y obtient un baccalauréat en beaux-arts en 1994.

## Carrière
Kate Weare a présenté ses chorégraphies dans le monde entier, dans des villes comme Los Angeles, San Francisco, New York, Londres, Belgrade et Vienne. Lorsqu'elle déménage à New York en 2000, elle est invitée à deux reprises à présenter des œuvres du Dance Theatre Workshop et a présenté des œuvres à Joyce Soho, à Danspace à l'église St. Mark, à la Judson Church, au DancemOpolitan au Joe's Pub, au The 92nd St. Y, à The Puffin Room, au Frederick Loewe Theater de l'Université de New York, à The Kitchen, au WAX, au BAX et à La Mama. Elle a collaboré et partagé ses performances avec de nombreux chorégraphes tels que Paul Taylor et Karl Anderson.
Chorégraphe minimaliste, elle explore émotionnellement les domaines de l'amour, de la féminité, de la force et de la sexualité. Elle s'intéresse au genre de la danse théâtrale, où le récit est sous-entendu mais jamais spécifié, et témoigne d'une réflexion profonde et fructueuse sur ses intentions. Le New York Times a écrit : "Mme Weare est simplement la chorégraphe de sa propre pièce."

## Kate Weare Company
En 2005, elle fonde la Kate Weare Company à New York. Les danseurs de la compagnie comprennent, entre autres, Leslie Kraus, Douglas Gillespie, Bergen Wheeler, Luke Murphy, TJ Spaur et Adrian Clark.
La Kate Weare Company collabore parfois avec d'autres compagnies, comme le Cincinnati Ballet, le Scottish Dance Theatre, ou encore en 2018, pour la création du spectacle "Sin Salida", avec la compagnie Union Tanguera, et les danseurs de Tango Argentin Claudia Codega et Esteban Moreno.

## Récompenses
En 1999, le San Francisco's Isadora Duncan Dance Award nomme Weare pour son duo Skin/Skin.
En 2001, Zwei, un film créé avec le cinéaste canadien Kenji Ouellet, a été projeté au Dancing for Camera Festival de l'American Dance Festival, au Dance Theatre Workshop's Film Festival, et a été finaliste du prix Dance on Camera Screening au Lincoln Center.
Kate Weare a obtenu une résidence au Joyce Soho 2006/2007, et été encadrée par Gwen Welliver.
Kate Weare a été lauréate des Princess Grace Awards en 2009. En 2014, elle a reçu une bourse Guggenheim pour la chorégraphie.

### Commentaires
- Revue de danse par Debra Jowitt sur When Feathers Fly (Village Voice, décembre 2003)
- Revue de danse par Eva Yaa Asantewaa (Village Voice, mars 2004)
- Revue de danse par Debra Jowitt sur Letter? Lettre (Village Voice, mai 2005)